# Nizami Street

‎

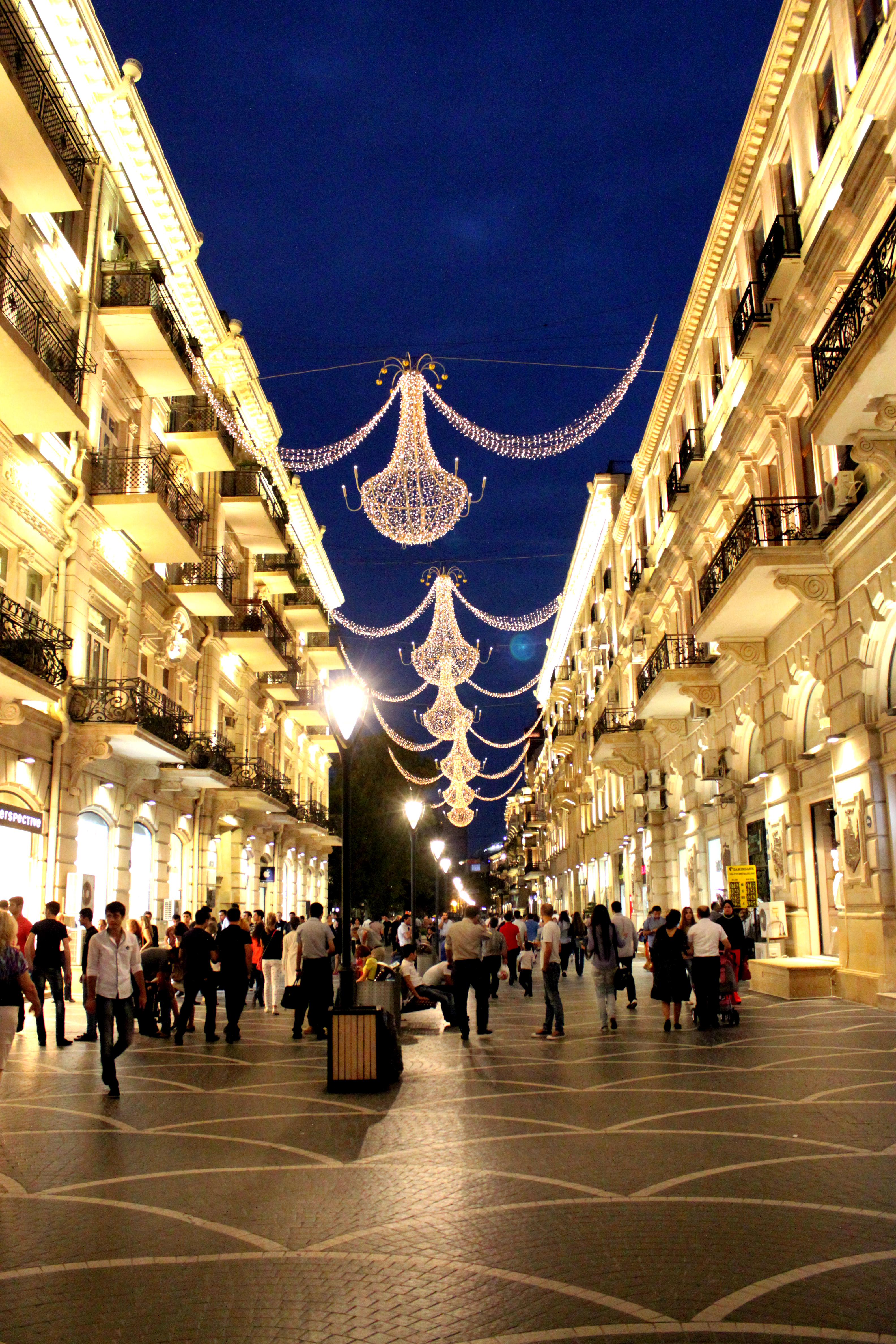
Fotografia da rua Nizami, com luzes noturnas e pessoas circulando.

Rua ‎Nizami (em azeri: Nizami küçəsi) é uma grande rua de pedestres e compras no centro de ‎‎Bacu,‎‎ ‎‎Azerbaijão,‎‎ em homenagem ao poeta ‎‎persa‎‎ clássico ‎‎Nizami Ganjavi.‎

## Visão geral
A história da rua pode ser rastreada até o projeto de urbanismo de Bacu em 1864. A rua atravessa o centro da cidade de oeste a leste. Começa na Rua Abdulla Shaig, na parte montanhosa da cidade e termina no leito da ferrovia na Rua Sabit Orujov, próximo de um monumento ao Shah Ismail Khatai na "Cidade Negra". O comprimento total da rua é de 3.538 m.
O segmento sem trânsito, que inicia na Praça das Fontes e acaba na Rua Rashid Behbudov, é comumente conhecido como Torgovaya ("a rua do comerciante" em russo).
A Rua Nizami abriga muitos outlets, de bancos a lojas de moda, e é uma das ruas mais caras do mundo. A rua também acolhe as embaixadas da Alemanha, Noruega, Holanda e Áustria, bem como a Delegação da União Europeia no Azerbaijão. As estações de metrô mais próximas são Sahil (linha vermelha, ao sul da Rua Nizami) e 28 de maio (linhas vermelhas e verdes, ao norte da rua).